# Turuvekere
Turuvekere è una suddivisione dell'India, classificata come town panchayat, di 13.275 abitanti, situata nel distretto di Tumkur, nello stato federato del Karnataka. In base al numero di abitanti la città rientra nella classe IV (da 10.000 a 19.999 persone).

## Geografia fisica
La città è situata a 13° 9' 51 N e 76° 40' 0 E e ha un'altitudine di 793 m s.l.m..

## Società

### Evoluzione demografica
Al censimento del 2001 la popolazione di Turuvekere assommava a 13.275 persone, delle quali 6.844 maschi e 6.431 femmine. I bambini di età inferiore o uguale ai sei anni assommavano a 1.487, dei quali 766 maschi e 721 femmine. Infine, coloro che erano in grado di saper almeno leggere e scrivere erano 9.736, dei quali 5.324 maschi e 4.412 femmine.